# L.A. Confidential
L.A. Confidential és una pel·lícula del gènere negre i policíac estatunidenca dirigida per Curtis Hanson i estrenada el 1997, adaptació de la novel·la de James Ellroy. Va estar nominada a nou Oscars, entre els quals hi havia el de millor pel·lícula i millor direcció, però només va obtenir l'estatueta de les categories a la millor actriu de repartiment i millor guió adaptat; també va formar part de la secció oficial del Festival de Canes. Aquesta pel·lícula ha estat doblada i subtitulada al català.

## Argument
Los Angeles, dècada del 1950. Mentre que la ciutat està subjecta a una ona d'ajustaments de comptes després de la caiguda del capo Mickey Cohen, la policia criminal del departament de policia de Los Angeles es mobilitza sencera sobre l'assumpte del cafè Nite Owl, on s'ha produït una massacre en el transcurs de la qual ha caigut un antic policia. Tres inspectors d'estils radicalment diferents hauran de cooperar per a desenredar els fils d'una història més complicada del que sembla.

## Repartiment
- Russell Crowe - Oficial de policia Wendell "Bud" White
- Guy Pearce - Tinent Edmund Jennings "Ed" Exley
- Kevin Spacey - Detectiu Sergent Jack Vincennes
- Kim Basinger - Lynn Bracken
- James Cromwell - Capità de policia Dudley Liam Smith
- Danny DeVito - Sid Hudgens
- David Strathairn - Pierce Morehouse Patchett
- Ron Rifkin - el fiscal de districte Ellis Loew
- Graham Beckel - Detectiu Richard Alex "Dick" Stensland
- Paul Guilfoyle - Meyer Harris "Mickey" Cohen
- Matt McCoy - Brett Chase
- Paolo Seganti - Johnny Stompanato
- Simon Baker - Matt Reynolds
- Darrell Sandeen - Leland "Buzz" Meeks
- Marisol Padilla Sánchez - Inez Soto
- Brenda Bakke - Lana Turner

## Localitzacions
La pel·lícula està rodada a Los Angeles, i inclou localitzacions com l'edifici Crossroads of the World, la licoreria Nick's, el cinema Pantages, el bar Frolic Room, el Formosa Café, el Nite Owl Café, el Hollywood Center Motel i l'Ajuntament de Los Angeles.

## Premis[1]
- Oscar a la millor actriu secundària per Kim Basinger
- Oscar al millor guió adaptat
- Globus d'Or a la millor actriu secundària per Kim Basinger
- BAFTA al millor muntatge
- BAFTA al millor so

## Crítica
- "Un hàbil i elegant film 'noir' (...) amb un repartiment impecable i un estil abrasador"[5]

- "Irresistible 'L.A. Confidential' (...) una fosca, perillosa i embriagadora història de greus problemes en el paradís."[6]